# Ленивцево
Лени́вцево — деревня в составе Дмитриевского сельского поселения Галичского района Костромской области России.

## История
Согласно Спискам населённых мест Российской империи в 1872 году деревня относилась к 1 стану Галичского уезда Костромской губернии. В ней числилось 12 дворов, проживало 29 мужчин и 35 женщин.
Согласно переписи населения 1897 года в деревне проживало 77 человек (32 мужчины и 45 женщин).
Согласно Списку населённых мест Костромской губернии в 1907 году деревня относилась к Костомской волости Галичского уезда Костромской губернии. По сведениям волостного правления за 1907 год в ней числилось 19 крестьянских дворов и 106 жителей. В деревне имелись школа, маслобойный завод и ветряная мельница. Основными занятиями жителей деревни были малярный и плотницкий промыслы.
До муниципальной реформы 2010 года деревня входила в состав Кабановского сельского поселения.

## Население
| 2008 | 2010 | 2012 | 2014 |
| ---- | ---- | ---- | ---- |
| 9    | ↘4   | ↗10  | ↗11  |